# Mohammad Raad
Mohammad Raad (ur. 22 sierpnia 1955 w Bejrucie) – libański polityk szyicki, deputowany Zgromadzenia Narodowego z okręgu An-Nabatija, członek władz Hezbollahu, przewodniczący klubu parlamentarnego tej partii.